# Amietophrynus garmani
Amietophrynus garmani е вид жаба от семейство Крастави жаби (Bufonidae). Видът е незастрашен от изчезване.

## Разпространение
Разпространен е в Ботсвана, Етиопия, Замбия, Зимбабве, Кения, Мозамбик, Намибия, Свазиленд, Сомалия, Танзания и Южна Африка.